# Краг, Астрид
Астрид Краг Кристенсен (дат. Astrid Krag Kristensen, род. 17 ноября 1982, Вайле) — датская женщина-политик. Член партии Социал-демократы.  Депутат фолькетинга (парламента) с 2007 года. В прошлом — министр социальных дел и по делам пожилых людей Дании (2021—2022), министр социальных и внутренних дел (2019—2021), министр здравоохранения Дании (2011—2014)

## Биография
Родилась 17 ноября 1982 года в госпитале Святой Марии в Вайле. Отец — копирайтер Оле Якоб Краг Кристенсен (Ole Jakob Krag Kristensen), мать — учитель гимназии Осе Фог Педерсен (Åse Fogh Pedersen).
В 1998—2001 гг. училась в гимназии Тёрринга в Тёрринге, получила диплом по лингвистике. В 1999—2001 гг. возглавляла студенческий совет гимназии. В 2001—2002 гг. работала ассистентом педагога в детской больнице Фредериксберга. В 2003—2007 гг. училась в Копенгагенском университете, получила степень бакалавра по политологии.
До 3 февраля 2014 года была членом Социалистической народной партии. В 2005—2007 гг. была председателем молодёжного крыла партии. Внутри СНП считалась принадлежащей к правому крылу, но сама определяла себя как «реформ-социалистку» в «прагматическом центре» партии. Когда лидер СНП Вилли Сёвндаль объявил о своём уходе с поста в сентябре 2012 года, Краг выдвинула свою кандидатуру, заручившись поддержкой большинства руководства партии, однако проиграла принадлежавшей к левому крылу народных социалистов Аннетт Вильгельмсен, получившей 64 % голосов. С начала 2014 года, когда СНП покинула правительственную коалицию, Краг — член правящей партии Социал-демократы.
По результатам парламентских выборов 2007 года избрана депутатом фолькетинга от избирательного округа Зеландия. Переизбрана в 2011, 2015 и 2019 году.
Министр здравоохранения в 2011—2014 гг. в кабинете Хелле Торнинг-Шмитт.
27 июня 2019 года получила портфель министра социальных и внутренних дел в первом кабинете Фредериксен. 21 января 2021 года назначена министром социальных дел и по делам пожилых людей Дании. Исполняла обязанности до 15 декабря 2022 года, когда был сформирован второй кабинет Фредериксен.

## Личная жизнь
Замужем за Андреасом Зеебахом (Andreas Seebach). У пары трое детей.

## Награды
- Командор ордена Данеброг (2 декабря 2024 года)[2]